# Чжу Юньмин
Чжу Юньми́н (祝允明; 1460—1526) — китайский каллиграф, писатель

, поэт времён империи Мин.

## Биография
Родился в 1460 году в уезде Чанчжоу Сучжоуской управы провинции Наньчжили. Происходил из знатной семьи. С рождения был близоруким, имел 6 пальцев. Его одарённость проявлялась во всём. В 5 лет он писал большие иероглифы, а в девять лет наравне со взрослыми сочинял стихи. В этом же возрасте он уже знал основной корпус классических текстов наизусть. Чжу Юньмин учился каллиграфии у своего деда по матери Сюй Ючжен, чиновника и каллиграфа, известного своими работами почерком «цаошу». Другим его наставником был тесть Ли Инчжень. В перечень каллиграфической подготовки Чжу Цзюньминя вошли все основные имена в истории китайской каллиграфии, поэтому его называли «эрудитом каллиграфии». Уже в юном возрасте он был признан одним из лучших каллиграфов своего времени. Будучи натурой страстной и азартной, Чжу Юньмин жил на широкую ногу. Он пренебрёг карьерой чиновника и реализовывал себя только в искусстве. Растратив немалое состояние на азартные игры и женщин, Чжу Юньмин завершил свою жизнь в бедности и болезнях, скончавшись в 1526 году.

## Творчество
Специализировался на мелком формате. Его работы в уставе примечательны тем, что демонстрируют сочетание многих стилей, но так, что ни один из них не доминирует над другим. В скорописи Чжу Юньмин работал в трёх манерах одновременно. Первый вариант характеризует архаичная простота, столбцы иероглифов аккуратные и компактные. Это соответствует почерку «чжанцао», но каллиграф дополнительно усиливает чёткость композиции и ясность рисков, сохраняя при этом высокую динамику их пластики. Тем самым он как бы вводит метод устава в скоропись. Второй вариант восходит к гармоничной и размеренной скорописи периода династии Цзинь. Структура устава в этом случае отсутствует и пластика скорописи разворачивается в своём наиболее чистом виде. Третий вариант соответствует «куанцао». В этой скорописи Чжу Юньмин обычно писал в большом формате. Знатоки характеризовали его произведения как «скоропись духовного триумфа» (цао и шеньшен). Скоропись Чжу Цзюньминя энергичная, яркая, стремительная.
Чжу Юньмин в своём эссе «Размышления о каллиграфии» (Луньшути) отмечал, что если иметь «мастерство (гун), но без „небесных свойств“ (тяньсин), то духовность (шеньцай) не появится. Если иметь „небесные свойства“, но не обладать мастерством, то духовность не реализуется».